# Анета Германова
Анета Германова е българска волейболистка. Играе на поста посрещач. Има мачове с националния отбор на България.

## Състезателна кариера
- ВК Марица (Пловдив)
- ВК Левски Сиконко (София)
- 1999 – 2002 	Романели Финанциария (Флоренция, Италия)
- 2002 – 2003 	Фигурела Телекомуникейшънс Уорлд (Флоренция, Италия)
- 2003 – 2004 	Скаволини (Пезаро, Италия)
- 2004 – 2005 	Тюрк Телеком (Анкара, Турция)
- 2005 – 2006 	Сансе (Мадрид, Испания)
- 2006 – 2007 	Универсидат (Валенсия, Испания)
- 2006 – 2007 	Олимпиакос (Атина, Гърция)
- 2007 – 2008 	Инфотел Банка ди Форли (Италия)
- 2008 – 2009 	Сеа (Урбино, Италия)
- 2009 – 2010 	Илер Банкъси (Анкара, Турция)
- 2010 – 2011 	Йешилюрт (Истанбул, Турция)
- 2012 – 2013 	АЕК (Ларнака, Кипър)[1]
- 2013 – 2014 	Аполон (Лимасол, Кипър)
- 2014 – 2015 	Динамо Ромпрест (Букурещ)[2]

## Постижения
- 2001 г. Бронзова медалистка от Европейското първенство във Варна;